# Nonomino

Un nonomino sau puzzle Sudoku, apărut în Sunday Telegraph

În geometrie un nonomino este un poliomino compus din nouă pătrate conectate ortogonal (adică latură la latură, nu doar la colțuri). Numele acestui tip de figură este format cu prefixul latin non[a]-. Deoarece celelalte poliominouri se formează cu prefixele grecești, s-a propus termenul eneomino (în engleză enneomino), dar nu aceasta a fost denumirea dată de Golomb.
Atunci când rotațiile și reflexiile nu sunt considerate a fi forme distincte, există 1285 de nonominouri diferite libere. Când reflexiile sunt considerate distincte, există 2500 de nonominouri unilaterale. Când rotațiile sunt și ele considerate distincte, există 9910 nonominouri fixe.

## Simetrie
Cele 1285 de nonominouri libere pot fi clasificate în funcție de grupurile lor de simetrie:
- 1196 de nonominouri nu au simetrie. Grupul lor de simetrie constă numai din transformarea identică.

- 38 de nonominouri roșii au o axă de simetrie în oglindă paralelă cu liniile grilei. Grupul lor de simetrie are două elemente, identitatea și o reflexie față de o dreaptă paralelă cu laturile pătratelor.

- 26 de nonominouri verzi au o axă de simetrie în oglindă la 45° față de liniile grilei. Grupul lor de simetrie are două elemente, identitatea și o reflexie pe diagonală.

- 19 nonominouri albastre au simetrie față de centru (simetrie de rotație) de ordinul 2. Grupul lor de simetrie are două elemente, identitatea și rotația de 180°.

- 4 nonominouri violet au două axe de simetrie în oglindă, ambele paralele cu liniile grilei (deci o axă orizontală și una verticală). Grupul lor de simetrie are patru elemente, identitatea, două reflexii și rotația la 180°. Este grupul diedral de ordinul 2, cunoscut și sub numele de grupul lui Klein.

- 2 nonominouri verzi au patru axe de simetrie de reflexie, aliniate cu grila și cu diagonalele grilei, precum și simetrie de rotație de ordinul 4. Grupul lor de simetrie de ordinul 4 are 8 ememente.

Spre deosebire de octominouri, nu există nonominouri cu simetrie de rotație de ordinul 4 sau cu două axe de simetrie de reflexie aliniate cu diagonalele.
Dacă reflexiile unui nonomino sunt considerate distincte, așa cum sunt în cazul nonominourilor unilaterale, atunci prima și a patra categorie de mai sus s-ar dubla fiecare în dimensiune, rezultând 1215 de nonominouri în plus, în total 2500. Dacă rotațiile sunt, de asemenea, considerate distincte, atunci ncnominourile din prima categorie se numără de opt ori, cele din următoarele trei categorii se numără de patru ori, iar cele din a cincea până se numără de două ori, iar cele din ultima categorie se numără o singură dată. Rezultă  1196 × 8 + (38+26+19) × 4 + 4 × 2 + 2 = 9910 nonominouri fixe. 

## Împachetări și pavări
37 de nonominouri au găuri.

Cele două nonominouri care pot pava planul, dar nu pot forma o combinație care să satisfacă criteriul Conway

Dintre cele 1285 de octominouri libere, 960 îndeplinesc criteriul Conway și încă 88 pot forma o combinație care satisface criteriul. Două nonominouri adiționale pot pava planul, dar nu îndeplinesc vreunul dintre criteriile anterioare. Acesta este poliominoul de cel mai mic ordin de pentru care există astfel de excepții.
Un nonomino ate o gaură formată din două pătrate adiacente și este cel mai mic poliomino cu o astfel de gaură.